# Хайндс, Самуэль
Самуэль Арчибальд Энтони Хайндс (англ. Samuel Archibald Anthony Hinds; род. 27 декабря 1943) — гайанский политик, президент Гайаны, трижды премьер-министр страны.
По образованию — химический инженер, первоначально работал по специальности. 9 октября 1992 года стал премьер-министром Гайаны вместо Хамилтона Грина после избрания на пост президента страны Чедди Джагана и победы Народной прогрессивной партии на парламентских выборах. После того, как 6 марта 1997 года Джаган скончался, стал президентом страны. На пост премьер-министра была назначена вдова Чедди Джагана Джанет Джаган, которая 19 декабря 1997 года стала президентом, а Хайндс вернулся на пост премьер-министра. 9 августа 1999 года Хайндс ушёл в отставку в пользу Бхаррата Джагдео, для того, чтобы последний 11 августа 1999 года стал президентом после ухода в отставку Джанет Джаган. В тот же день Хайндс вновь стал премьер-министром. В 2006 и 2011 годах сохранил пост премьер-министра. Занимал этот пост до 20 мая 2015 года, когда его сменил Мозес Нагамуту.